# Zuwachs (Forstwirtschaft)
In der Forstwirtschaft steht Zuwachs für die jährliche, periodische, gesamte oder auch durchschnittliche Mehrung des Bestands des Forstes, die sich durch das Wachstum der Bäume ergibt. Er wird durch das Höhen- und Dickenwachstum bestimmt. Forstliche Bedeutung hat insbesondere der Zuwachs an Derbholz, welcher in Vorratsfestmeter je Hektar (VFm/ha) angegeben wird.

## Deutschland
Laut der Dritten Bundeswaldinventur (2012) sind im Zeitraum zwischen 2002 und 2012 in den deutschen Wäldern jährlich durchschnittlich 121,6 Mio. VFm an Holz zugewachsen. Der durchschnittliche jährliche Zuwachs betrug 10,9 VFm je Hektar. Die höchsten Zuwachswerte wiesen die Douglasienbestände mit 18,9 VFm je Hektar und Jahr auf, gefolgt von den Tannenbeständen mit 16,3 VFm je Hektar und Jahr und den Fichtenbeständen mit 15,3 VFm je Hektar und Jahr. Bei den Laubbäumen erreichten die Buchenbestände mit 10,3 VFm je Hektar und Jahr die höchsten Zuwachswerte.
| Baumartengruppe   | Durchschnittlicher jährlicher Zuwachs (2002–2012) a | Durchschnittlicher jährlicher Zuwachs je Hektar (2002–2012) b |
| ----------------- | --------------------------------------------------- | ------------------------------------------------------------- |
| Buchen            | 18,3 Mio. VFm/a                                     | 10,3 VFm/ha*a                                                 |
| Eichen            | 9,4 Mio. VFm/a                                      | 8,3 VFm/ha*a                                                  |
| ALN c             | 7,3 Mio. VFm/a                                      | 6,4 VFm/ha*a                                                  |
| ALH d             | 6,6 Mio. VFm/a                                      | 8,9 VFm/ha*a                                                  |
| Laubbäume gesamt  | 41,5 Mio. VFm/a                                     | 8,7 VFm/ha*a                                                  |
| Fichten           | 45,7 Mio. VFm/a                                     | 15,3 VFm/ha*a                                                 |
| Kiefern           | 24,2 Mio. VFm/a                                     | 9,5 VFm/ha*a                                                  |
| Lärchen           | 3,4 Mio. VFm/a                                      | 10,7 VFm/ha*a                                                 |
| Douglasien        | 3,9 Mio. VFm/a                                      | 18,9 VFm/ha*a                                                 |
| Tannen            | 3,0 Mio. VFm/a                                      | 16,3 VFm/ha*a                                                 |
| Nadelbäume gesamt | 80,1 Mio. VFm/a                                     | 12,8 VFm/ha*a                                                 |
| Alle Baumarten    | 121,6 Mio. VFm/a                                    | 10,9 VFm/ha*a                                                 |